# コリン・キャパニック
- コリン・カエパーニック
- コリン・カパニック

コリン・ランド・キャパニック（Colin Rand Kaepernick、1987年11月3日- ）は、アメリカ合衆国ウィスコンシン州ミルウォーキー出身のアメリカンフットボール選手。2019年シーズン終了時点ではフリーエージェント。ポジションはクォーターバック（QB）。カタカナではケイパニック、ケイパーニックとも表記される。
ネバダ大学リノ校時代には、ウェスタン・アスレティック・カンファレンスの最優秀選手に2度選ばれた。また2008年のヒューマンイタリアンボウルではMVPに選ばれた。
2011年のNFLドラフトでは2巡でサンフランシスコ・フォーティナイナーズに指名されて入団した。2012年のシーズン中盤までは、アレックス・スミスの控えQBだったが、スミスが負傷したことから先発QBに昇格、スミスの怪我が回復した後もそのまま先発QBを務めている。グリーンベイ・パッカーズとのディビジョナルプレーオフでは、プレーオフ、レギュラーシーズンを通したQBのNFL記録となる181ヤードを走った。NFCチャンピオンシップゲームでアトランタ・ファルコンズを28-24で破りチームを1994年以来18年ぶりのスーパーボウル出場に導いた。

## 経歴

### 大学入学まで
ウィスコンシン州ミルウォーキーで19歳の黒人のシングルマザーから生まれた彼は、生母が彼により良い暮らしを望んだことから、白人のキャパニック夫妻の養子として育った。4歳まで同州フォンデュラクで過ごし、その後カリフォルニア州ターロックに移り住んだ。8歳のときにユースフットボールを始め、当初はディフェンシブエンドとパンターとしてプレー、9歳のときにクォーターバックとなった。
高校時代は秋にフットボール、冬にバスケットボール、春に野球のスリーシーズン・アスリートとして活躍。最終学年ではすべての種目でカリフォルニア州のオールステート・チームに推薦された。高校時代は長身だが170ポンド(77kg)と線の細かった彼は、ヘッドコーチより負傷することを心配されて走力を発揮することができなかった。
高校時代は野球の才能の方に注目されていた。94マイル/h(151 km/h)の速球を投げ、ノートルダム大学、テネシー大学、アリゾナ州立大学などから奨学金のオファーを受けたが、カレッジフットボールでのプレーを希望した彼は、フットボール選手としてのオファーを待ち続けた。リクルートビデオのＤＶＤを多くの大学コーチに送ったが、奨学金のオファーがなかった。ボイシ州立大学を訪問してカリフォルニア州に帰る途中、ネバダ大学リノ校に寄った彼は、18人のQBの1人としてキャンプに参加した。しかし多くのQBが持ち合わせていない走力を見せた彼はネバダ大学リノ校から奨学金のオファーを受け、進学した。ネバダ大学が彼に奨学金を出した唯一の学校だった。

### 野球
高校時代に２度カリフォルニア州のオールステートに投手として選出されている。野球では2006年卒業クラスのMLBドラフトのプロスペクトとしてMLBの公式サイトにも名前があがった。投手としてカリフォルニア州北部の週間最優秀選手に選ばれたこともある。高校の最終学年では92マイル/時(147km/h)を投げたとされる。2005年にはミルウォーキー・ブリュワーズのエリア・コードゲームのメンバーにも選ばれている。高校の最終学年では二度ノーヒット・ノーランを記録している。多くの有名なNCAA大学チームからの奨学金の誘いがあったが、フットボールをするために辞退してネバダ大学でQBをすることを選んだ。高校最終学年での高校での野球の成績は11勝2敗、97三振、39四球、防御率1.265、13度の先発で10度の完投であった。高校以来、野球はしていなかったにもかかわらず、2009年のMLBドラフト43巡目でシカゴ・カブスより指名されたが、フットボールを継続することを希望し、カブスと契約は結ばなかった。
NFL選手でMLBにドラフトされた選手としては、他にジョン・エルウェイ、ダン・マリーノ、トム・ブレイディ、マイケル・ヴィック、ラッセル・ウィルソン、ダンテ・カルペッパー、ジェイク・ロッカーなどがいる。

### ネバダ大学
ネバダ大学では、2006年を練習生として過ごした。2007年、最初の4試合はほとんど出番がなかったが、5試合目のフレズノ州立大学戦で先発QBが負傷、第2Q途中からリリーフ、384ヤードを投げて4TD、ランでも60ヤードを走る活躍を見せたが、試合は41-49で敗れた。10月14日のボイシ州立大学戦で初先発、ホームゲームではカンファレンスで無敗の相手に対して、事前予想では26点差の圧倒的不利が予想されていたが、4度目のオーバータイムまでもつれる激戦の末、67-69で惜しくも敗れた。ESPNで全米中継されていたこの試合で、彼は243ヤードを投げて3TD、177ヤードを走り2TDをあげたが、最後2ポイントコンバージョンを失敗、2点差で敗れた。解説のビル・カリーは、彼の活躍について、1年生QBの試合としては、これまでで最高の試合かもしれないとコメントした。その後ユタ州立大学、アイダホ大学、ニューメキシコ州立大学を相手に3連勝した。ニューメキシコ州立大学戦では残り1分を切ってから逆転TDパスを決めて、カンファレンスの週間最優秀攻撃選手に選ばれた。そこまでシーズン無敗できたハワイ大学には2点差で敗れた。その翌週サンノゼ州立大学にも敗れている。レギュラーシーズン最終週のルイジアナ工科大学戦ではパスで404ヤード、3TD、インターセプトなしの活躍を見せて、大学初の3年連続ボウルゲーム出場に貢献した。この年彼はオクラホマ大学のサム・ブラッドフォード、フロリダ大学のティム・ティーボウ、ハワイ大学のコルト・ブレナン、オレゴン大学のデニス・ディクソンに次ぐ全米5位QBレイティング161.06を記録、パス試投1回あたりの獲得ヤードでもティーボウ、タルサ大学のポール・スミスに次ぐ全米3位となる9.4ヤードを獲得した。ボウルゲームで成績をやや下降させたが、多くのカテゴリで全米トップ10に入り、被インターセプト率ではフロリダ州立大学のドリュー・ウェザーフォードに次ぐ2位、パス試投1回あたりの獲得ヤードで5位、TDパス率で7位、QBレイティングで10位、QBの平均ラン獲得ヤードで6位に入った。
2008年にはパスで2,000ヤード以上、ランで1,000ヤード以上を獲得、NCAA史上5人目の快挙を達成した。この年パスで2,500ヤード以上、ランで1,000ヤード以上獲得した唯一の選手であり、QBとしては全米2位の1,130ヤードを走り、全米7位の平均7.02ヤード、全米9位タイの17TDランをあげた。この年チームメートのバイ・タウアも1,521ヤードを走り、大学史上初めて2人のシーズン1,000ヤードラッシャーが誕生した。ヒューマンイタリアンボウルでは、後半足首を負傷したものの出場を続け、パスで370ヤードを獲得、試合には敗れたもののMVPに選ばれた。この年カンファレンスの最優秀攻撃選手に選ばれた。2年生が選ばれたのは、1992年にサンディエゴ州立大学のマーシャル・フォークが選ばれて以来のことであった。またカンファレンスのオールチームに選ばれたが、2年生QBが選ばれたのも1992年にフレズノ州立大学のトレント・ディルファーが選ばれて以来のことであった。
2009年シーズン開幕前、デイビー・オブライエン賞、マックスウェル賞、マニング賞の候補にノミネートされた。この年彼はパスで2,052ヤード、ランで1,183ヤードを獲得、NCAA史上初めてパス2,000ヤード以上、ラン1,000ヤード以上を2年連続達成した選手になった。チームは8勝5敗でボイシ州立大学に次ぐカンファレンス2位の成績となり、キャパニックは、カンファレンスのセカンドチームに選ばれた。この年タウアが1,345ヤード、ルーク・リピンコットが1,034ヤードを走り、チームには3人のシーズン1,000ヤードラッシャーが誕生した。3人の1,000ヤードラッシャーが誕生したのはNCAA史上初めてであった。

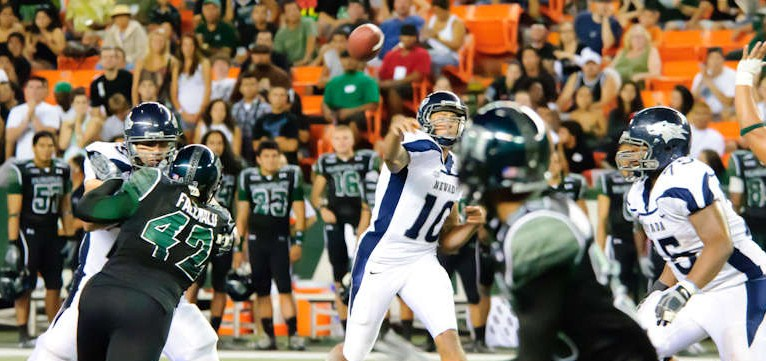
ハワイ大学との試合でパスを投げるキャパニック(10)（2010年）

2010年シーズン開幕前、マニング賞、オブライエン賞、ポール・ホーナング賞、マックスウェル賞、ユナイタス賞、ウォルター・キャンプ賞の候補に選ばれた。
11月26日のボイシ州立大学戦ではオーバータイムの末、34-31で勝利、2008年のポインセチアボウル以来24連勝中の相手を破った。自身カレッジ最後のホームゲームとなったこの試合で彼はシーズン1,000ヤードラッシャーとなり、NCAA史上初の3年連続パスで2,000ヤード以上、ランで1,000ヤード以上獲得した選手となった。彼とチームメートのタウアは、2人合計で8,285ヤードを走り、南メソジスト大学の「ポニー・エクスプレス」エリック・ディッカーソン、クレイグ・ジェームズの2人が持っていた8,193ヤードの記録を破った。12月4日のルイジアナ工科大学戦で3TDランをあげて、ティム・ティーボウ以来史上2人目のTDパス20本以上、TDラン20回以上を同一シーズンに達成した選手となった（同じ日にオーバーン大学のキャム・ニュートンもこの記録を達成した。）。この試合で彼はネブラスカ大学でハイズマン賞を獲得したエリック・クラウチに並ぶ、59個目のTDランをあげた。
ランで4,090ヤードを獲得したが、QBとしてはパット・ホワイトの4,480ヤード、ブラッド・スミスの4,289ヤードに次ぐNCAA史上歴代3位の記録となっている。

#### 大学成績
| 年度 | チーム | チーム | チーム | パス | パス  | パス  | パス   | パス | パス | パス | パス     | ラン | ラン  | ラン | ラン |
| 年度 | チーム | チーム | チーム | Comp | Att   | Pct   | Yds    | Avg  | TD   | Int  | QBレート | Att  | Yds   | Avg  | TD   |
| ---- | ------ | ------ | ------ | ---- | ----- | ----- | ------ | ---- | ---- | ---- | -------- | ---- | ----- | ---- | ---- |
| 2007 | ネバダ | ネバダ | ネバダ | 133  | 247   | 53.8% | 2,175  | 8.8  | 19   | 3    | 150.8    | 105  | 593   | 5.6  | 6    |
| 2008 | ネバダ | ネバダ | ネバダ | 208  | 383   | 54.3% | 2,849  | 7.4  | 22   | 7    | 132.1    | 161  | 1130  | 7.0  | 17   |
| 2009 | ネバダ | ネバダ | ネバダ | 166  | 282   | 58.9% | 2,052  | 7.3  | 20   | 6    | 139.1    | 161  | 1183  | 7.3  | 16   |
| 2010 | ネバダ | ネバダ | ネバダ | 233  | 359   | 64.9% | 3,022  | 8.4  | 21   | 8    | 150.5    | 173  | 1206  | 7.0  | 20   |
| 計   | 計     | 計     | 計     | 740  | 1,271 | 58.2% | 10,098 | 7.9  | 82   | 24   | 143.1    | 495  | 4,112 | 6.7  | 59   |

### サンフランシスコ・フォーティナイナーズ
2011年のNFLドラフトでは、サンフランシスコ・フォーティナイナーズが2巡指名権を9つトレードアップして全体36位で指名された。プレシーズンゲームでは、パス50回中24回成功、5インターセプトを喫した。この年パスを投げたのはわずか5回であった。
2012年、シーズン前半は主にワイルドキャット隊形で起用された。第4週のニューヨーク・ジェッツ戦でワイルドキャット隊形から7ヤードを走り、プロ初タッチダウンをあげた。第10週のセントルイス・ラムズ戦でエースQBのアレックス・スミスが脳震盪を起こしたため交代出場、この試合はNFLでは4年ぶりとなる引き分けに終わった。第11週のシカゴ・ベアーズ戦で初先発、243ヤード、2TDをあげて、強力なベアーズの守備を攻略、32-7と勝利した。スミスが脳震盪から回復した第12週のニューオーリンズ・セインツ戦でも先発し、パス25回中16回成功、1TD,1INTの成績を残した。スミスがNFL3位のQBレイティング104.1、NFLトップのパス成功率70%、ジム・ハーボーヘッドコーチ就任後19勝5敗1分の成績を残していることから先発QBにキャパニックを継続することに論争も起きた。第13週のセントルイス・ラムズ戦ではTDパスなし、第3Qにエンドゾーン内でインテンショナル・グラウンディングの反則でセイフティにより失点、第4QにはファンブルロストしてリターンTDを許し、オーバータイムの末にチームは13-16で敗れた。第14週のマイアミ・ドルフィンズ戦では7点差に詰め寄られた第4Q27-13と勝利した。
第15週には、ホームゲームで圧倒的な強さを見せるニューイングランド・ペイトリオッツと敵地ジレット・スタジアムで対戦、4TDパスをあげて、第3Q途中に一時は28点差をつける活躍を見せて41-34で勝利した。第16週、NFC西地区優勝を争うシアトル・シーホークスにはパスで244ヤード、1TD、1INT、ランで31ヤード、チームは13-42と大敗した。最終週のアリゾナ・カージナルス戦では自己ベストのパス276ヤードを獲得、2TDをあげて27-13と勝利し地区優勝、NFC第2シードを確定させた。
グリーンベイ・パッカーズとのディビジョナルプレーオフでは、パス31回中17回成功、263ヤードを投げて、マイケル・クラブツリーへ2TDパスを通すとともに、ラン16回で181ヤードを獲得、2002年のレギュラーシーズンに、マイケル・ヴィックが作った1試合でのQBのラッシング記録173ヤードを更新する活躍で、チームは45-31と勝利した。プレーオフの1試合でランパスそれぞれ2TD以上をあげたが、これは、1954年、1955年のオットー・グレアム、2011年のジェイ・カトラーに続くNFL3人目の記録であった。アトランタ・ファルコンズとのNFCチャンピオンシップゲームでは、0-17とリードされた試合で、パス21回中16回成功、233ヤード、1TDをあげて、チームは28-24で勝利、第47回スーパーボウルでボルチモア・レイブンズと対戦したが敗れた。
2013年、グリーンベイ・パッカーズとの開幕戦で自己ベストの412ヤードを投げて、3TDをあげた。ナイナーズのQBが1試合で400ヤード越えを達成したのは2004年10月10日のティム・ラテイ以来であった。412ヤード中208ヤードは新加入のアンクワン・ボールディンへのパスであった。400ヤード越え及び3TDパスを決めたのは、ナイナーズでは1999年のジェフ・ガルシア以来であった。
ワイルドカードでプレーオフに進出、2年連続でNFCチャンピオンシップゲームまでチームを導いたが、シアトル・シーホークスとのNFCチャンピオンシップゲームでは130ヤードを走り、パスで153ヤードを獲得した。第4Q残り数分で17-23とリードされていたものの、レッドゾーンまでボールを進めた。残り22秒にマイケル・クラブツリーに投げたパスがリチャード・シャーマンにはじかれ、マルコム・スミスがインターセプト、2年連続のスーパーボウル進出はならなかった。この年3,197ヤード、21TDに対してわずか8INTであった。またランで524ヤードを獲得、4TDをあげた。

### サンフランシスコ・フォーティーナイナーズ契約終了後
2016年シーズン終了後、以下の理由により、チームとの契約の早期終了を選択し、フリーエージェントとなった。以後、NFL復帰を望みながらも、2023年シーズン終了時までNFLでプレーしていない。
2020年、ジョージ・フロイド抗議運動により、彼の抗議活動と3シーズンも契約を得ていない処遇の不自然さが注目を集めることになった。
2020年6月、キャパニックの高校時代を描いたドラマミニシリーズ『コリン・イン・ブラック・アンド・ホワイト』("Colin in Black & White")をNetflixが製作することを発表した。2021年10月29日に配信された。

## 抗議行動
2016年8月26日に行われたプレシーズンマッチで試合前の国歌斉唱でベンチに座ったまま立ち上がらず、起立を拒否した。「黒人や有色人種への差別がまかり通る国に敬意は払えない」と理由を述べ、人種差別への抗議であるとした。それらはTwitterにも投稿されて物議を醸し、「さらにファンになった」という声もあれば、「チームや競技に対して失礼」との批判も飛び交った。チームは「宗教や表現の自由をうたう米国の精神に基づき、個人が国歌演奏に参加するかしないか選択する権利を認める」と同選手の決断を尊重するとの声明を発表した。NFLは声明で、演奏中に選手たちが起立することを奨励するが強制ではないと指摘した。
この不起立について、アメリカでは人種によって、支持と不支持の割合が大きく異なるとされる。イギリスの調査会社YouGovの調査によると、全体では国歌斉唱時に起立しなかったことに賛成しているのは29%にとどまり、69%が反対だった。しかし、黒人に限ると72%がキャパニックの抗議に賛成する一方、反対は19%となった。
2018年5月には、NFLは選手会の反対を押し切り、国歌斉唱時の起立を事実上義務化したが、ジョージ・フロイドの死により火が点いた人種差別に対する抗議運動の高まりの中、2020年6月5日、ロジャー・グッデルコミッショナーは、方針を転換し、「かつて私たちがNFL選手の言葉を聞かなかったのは間違っていた。我々は、全ての人が発言し平和的に抗議することを応援します」とツイートし、人種差別や警察の暴力に抗議する選手たちを支持しなかったことを謝罪し、キャパニックの行動は正当化された。

## 人物
両腕に聖書の言葉を引用したタトゥーを入れている。
高校時代のGPAは4.0（日本のオール5に相当）、2011年のNFLドラフトコンバインでは、ワンダリックテストという知能テストの一種で37点という高得点を取っている。NFLのQBの平均は24点である。

## 詳細情報

### 年度別成績

#### レギュラーシーズン
| 年度     | チーム   | 背 番 号 | 試合 | 試合 | パス      | パス      | パス      | パス        | パス             | パス | パス            | パス   | パス          | パス          | ラン      | ラン        | ラン             | ラン | ファンブル    | ファンブル |
| 年度     | チーム   | 背 番 号 | 出場 | 先発 | 成功 回数 | 試投 回数 | 成功 確率 | 獲得 ヤード | 平均 獲得 ヤード | TD   | インター セプト | サック | サック ヤード | レイテ ィング | 試行 回数 | 獲得 ヤード | 平均 獲得 ヤード | TD   | ファン ブル数 | ロスト     |
| -------- | -------- | -------- | ---- | ---- | --------- | --------- | --------- | ----------- | ---------------- | ---- | --------------- | ------ | ------------- | ------------- | --------- | ----------- | ---------------- | ---- | ------------- | ---------- |
| 2011     | SF       | 7        | 3    | 0    | 3         | 5         | 60.0      | 35          | 7.0              | 0    | 0               | 0      | 0             | 81.2          | 2         | −2          | −1.0             | 0    | 0             | 0          |
| 2012     | SF       | 7        | 13   | 7    | 136       | 218       | 62.4      | 1,814       | 8.3              | 10   | 3               | 16     | 112           | 98.3          | 63        | 415         | 6.6              | 5    | 9             | 2          |
| 2013     | SF       | 7        | 16   | 16   | 243       | 416       | 58.4      | 3,197       | 7.7              | 21   | 8               | 39     | 231           | 91.6          | 92        | 524         | 5.7              | 4    | 6             | 4          |
| 2014     | SF       | 7        | 16   | 16   | 289       | 478       | 60.5      | 3,369       | 7.0              | 19   | 10              | 52     | 344           | 86.4          | 104       | 639         | 6.1              | 1    | 8             | 5          |
| 2015     | SF       | 7        | 9    | 8    | 144       | 244       | 59.0      | 1,615       | 6.6              | 6    | 5               | 28     | 166           | 78.5          | 45        | 256         | 5.7              | 1    | 5             | 1          |
| 2016     | SF       | 7        | 12   | 11   | 196       | 331       | 59.2      | 2,241       | 6.8              | 16   | 4               | 36     | 207           | 90.7          | 69        | 468         | 6.8              | 2    | 9             | 3          |
| NFL：6年 | NFL：6年 | NFL：6年 | 69   | 58   | 1,011     | 1,692     | 59.8      | 12,271      | 7.3              | 72   | 30              | 171    | 1,060         | 88.9          | 375       | 2,300       | 6.1              | 13   | 37            | 15         |

- 太字は自身最高記録

#### ポストシーズン
| 年度 | チーム | 試合 | 試合 | パス      | パス      | パス      | パス        | パス             | パス | パス            | パス   | パス          | パス          | ラン      | ラン        | ラン             | ラン | ファンブル    | ファンブル |
| 年度 | チーム | 出場 | 先発 | 成功 回数 | 試投 回数 | 成功 確率 | 獲得 ヤード | 平均 獲得 ヤード | TD   | インター セプト | サック | サック ヤード | レイテ ィング | 試行 回数 | 獲得 ヤード | 平均 獲得 ヤード | TD   | ファン ブル数 | ロスト     |
| ---- | ------ | ---- | ---- | --------- | --------- | --------- | ----------- | ---------------- | ---- | --------------- | ------ | ------------- | ------------- | --------- | ----------- | ---------------- | ---- | ------------- | ---------- |
| 2012 | SF     | 3    | 3    | 49        | 80        | 61.3      | 798         | 10.0             | 4    | 2               | 5      | 32            | 100.9         | 25        | 264         | 10.6             | 3    | 1             | 0          |
| 2013 | SF     | 3    | 3    | 45        | 82        | 54.9      | 576         | 7.0              | 3    | 3               | 6      | 26            | 74.0          | 26        | 243         | 9.3              | 1    | 3             | 1          |
| 計   | 計     | 6    | 6    | 94        | 162       | 58.0      | 1,374       | 8.5              | 7    | 5               | 11     | 58            | 87.3          | 51        | 507         | 9.9              | 4    | 4             | 1          |

- 太字はスーパーボウル出場